# Sphegina tristriata
Sphegina tristriata är en tvåvingeart som beskrevs av Enrico Adelelmo Brunetti 1913. Sphegina tristriata ingår i släktet midjeblomflugor, och familjen blomflugor. Inga underarter finns listade i Catalogue of Life.